# Alexander Abusch
Alexander Abusch (n. 14 februarie 1902, Cracovia, Austro-Ungaria – d. 27 ianuarie 1982, Berlinul de Est, RDG) a fost publicist, critic și istoric literar german, una dintre personalitățile culturale de seamă din Republica Democrată Germană. Între anii 1933 și 1946 a trăit în exil. A fost membru al Academiei germane socialiste de arte. Distins în 1955 cu Premiul național german. În 1962 a fost decorat cu Ordinul Karl Marx.

## Scrieri (selecție)

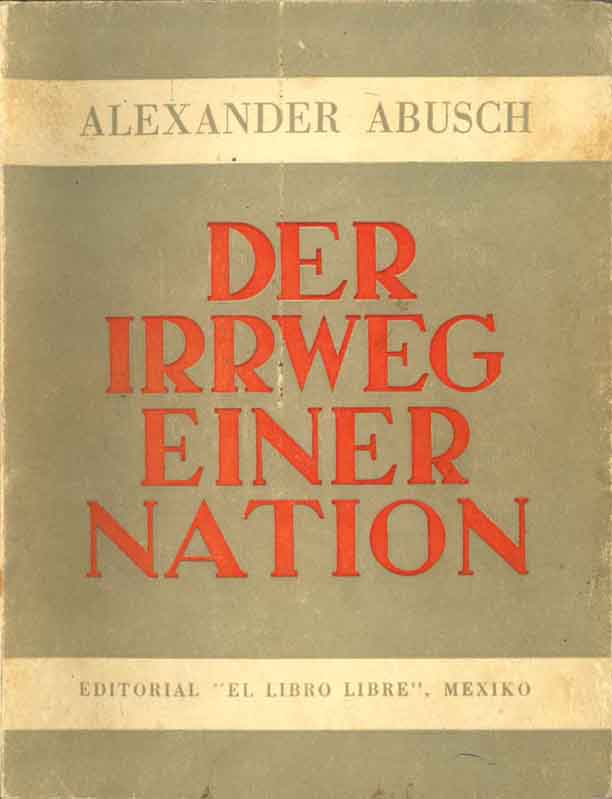
„Rătăcirea unei naţiuni", apărută în editura El libro libre din Mexic, 1945

- Der Kampf vor den Fabriken (nuvele), 1926
- Braunbuch über Reichstagsbrand und Hitler-Terror (coautor), Paris, 1933
- Der Irrweg einer Nation (Rătăcirea unei națiuni), Mexico, 1945
- Stalin und die Schicksalsfragen der deutschen Nation, Berlin, 1949
- Literatur und Wirklichkeit. Beiträge zu einer neuen deutschen Literaturgeschichte (Literatură și realitate), Berlin, 1952
- Restaurare sau renaștere, 1954
- Schiller – Größe und Tragik eines deutschen Genius (Schiller, măreția și tragismul unui geniu german), 1955
- Kulturelle Probleme des sozialistischen Humanismus. Beiträge zur deutschen Kulturpolitik. 1946–1961, Berlin, 1962
- Shakespeare. Realist und Humanist, Genius der Weltliteratur, Berlin, 1964
- Entscheidung unseres Jahrhunderts. Beiträge zur Zeitgeschichte 1921 bis 1976, Berlin, 1977
- Der Deckname (memorii), Berlin, 1981